# 阿南·班雅拉春
阿南·班雅拉春（RTGS：Anan Panyarachun，1932年8月9日—），两次担任泰国总理（1991-1992、1992）。他启动经济和政治改革，起草了泰国的“人民宪法”，宪法在1997年颁布，又于2006年废除。1997年阿南德因为政府服务被颁发拉蒙·麦格塞塞奖。他妻子Sodsri Panyarachun是王族成员。

## 教育和职业公务员和实業家
阿南是其父12个孩子中最小的孩子，家庭富裕，他的母亲是泰国华裔（福建客家人）。据阿南自己描述，从他的刘姓奶奶继承了她的中国传统。早年阿南留学英国，在达利奇学院（Dulwich College）和剑桥大学三一学院学习法律，1955年以优异的成绩毕业。
阿南在外交部门工作长达23年，历任泰国驻联合国、加拿大、美国和西德大使。1976年1月，他被任命为外交部常任秘书，在确保美国军队撤出泰国扮演了领导角色。那一年的十月政变后，阿南被军方指为共产党人而受到政治迫害，直到泰国和中华人民共和国外交关系正常化后，这些指控才被排除。1979年阿南离开了公共部门，开始经营實业，担任了萨哈联盟集团（Saha-Union Group）副主席，1991年升任董事长。自1984年以来他一直是暹罗商业银行的董事。

## 第一届政府
1991年2月23日，泰軍最高司令顺通·空颂蓬上将和陆军参谋长素金达·甲巴允上将为首的将军们发动军事政变，推翻了差猜·春哈旺民选政府，军队组成一个国家维持和平委员会（NPKC）来管理这个国家。为了支撑其形象和获得泰国国王普密蓬的信任，因为阿南和王室的密切关系，又从来没有产生任何金融丑闻，委员会任命阿南作为临时总理。
在接受了总理职务后，阿南迅速宣布，他不同意军政府所做的一切，打算遵从一个独立的过程。他向军政府提出组成内阁后应立即释放被囚禁的前总理差猜。
阿南政府执政时间虽只有短短一年，但执政成效显著。政府致力于一长串的急需的改革。它强调教育、公共卫生、出口、农业、工业、环境和改善生活条件，得到了广泛认可。曼谷一家民意调查显示1991年7月下旬，61%的受访者认为阿南政府比前几任政府更诚实。
阿南政府最重要的改革是一个重组税收系统，引进了一种增值税（VAT）和降低企业收入税。改变对外国银行开设分行的限制和银行利率上限被取消。此外，工厂运营牌照的官方手续大大简化，在能源领域，价格控制壁垒被拆除。政府也能够成功完成由前差猜政府达成协议的一系列大型基础设施项目，政府为了减少腐败机会，除项目本身也要独立和监控机构批准外，还设立一个监管委员会来监督私有化和私人投资基础设施项目的成立。
为了提高国家的经济增长，公务员被规定提高23%工资，国内雇主工资上涨20%和最低工资上调15%。此外，阿南政府在1992年的财政预算中拨款60亿泰铢作为花红，分配到全国的村庄。
阿南政府的关键成就包括：
- 建立东盟自由贸易区（AFTA）
- 一个高度有效的抗艾滋病/艾滋病毒政策。[14]
- 电力市场改革,包括引入独立的电力生产商法案（IPPs）和起初十年的EGAT自由化与私有化计划。许多人指出，这是阿南为萨哈联合集团赢得投标建造一个大型的燃煤电厂而开后门。[15]
- 组建数十亿泰铢的亚洲电信（Telecom Asia）（现称True）来构建和操作在曼谷的二百万电话线路。[16]政变领导人素金达将军接任总理后，任命阿南担任亚洲电信董事长。[17]
- 霍普韦尔悬浮列车机场链接项目.[18]

### 外交政策
在国际层面上阿南政府表现良好。尽管国际社会担忧政变，但在阿南政府的努力下外国政府对泰国的信心迅速恢复。阿南1991年9月访问了中国，1991年12月访问了日本，并在美国和乔治·H·W·布什总统会谈。他能够摆脱军政府背景色彩的总理身份，成功展示政府决心解除管制的形象，减少繁文缛节，并创建一个有利于企业的自由环境。
与老挝的关系明显改善，积极参与柬埔寨和平进程，与越南的关系经历了一段时间的修复，建立了互信。但因对缅甸军政府的软姿态而受到批评。

### 与NPKC的分歧
阿南不同意军政府的增加国防预算计划。他否决了军方要求总额达530亿泰铢的补充资金。军政府成员甲社·洛差那尼空军元帅（Kaset Rojananil）批评政府过于“低效”，并呼吁其辞职素金达表示仍有共产主义战士在印度支那地区，在11月和12月公开重申了他的观点，说军事实力不能保障国家安全。但对于经济和政治发展，有一次说“军事可能不可能长期保证国家安全。没有一个国家会在其公民长期被剥夺了自由的政治表达和更好、更有意义的生活机会，会觉得安全。（Military might is no longer a guarantee of national security. No nation can feel secure as long as its citizens are deprived of freedom of political expression and of the opportunities for a better and more meaningful life.）
阿南德起初表示同意军政府的宪法草案，宪法颁布后，11月16日阿南发言反对其中的一些条款，他建议缩小参议院规模。军方的宪法起草大会拒绝接受他的建议，并一致投票通过该草案 。阿南的回应很简单:“我很失望。”

## 第二届政府
1992年4月7日执政的素金达·甲巴允由于在军队中在安插亲信和将去年2月政变时军方坚决要打击的贪官拉入内阁，4月16日，所有反对党身着黑衣出席议会开幕式，以示抗议。4月20日，曼谷市区5万多人上街示威游行，反对军人执政。5月7日军方开始镇压，局势继续恶化，曼谷发生严重骚乱。国王普密蓬出面介入，5月24日素金达宣布对动乱负有“政治责任”，辞去了总理职务出走国外。
6月10日，国王再度任命阿南·班雅拉春为总理，阿南宣布9月重新进行自由公正的大选，帮助人民恢复信心，振兴经济。四天后阿南德宣布成立他的内阁，其中包括20个受人尊敬的技术官僚。
6月29日和8月1日，他分别撤除了素金达任命的武装部队总司令甲社（Kaset）、陆军司令伊沙拉蓬（Issarapong）和陆军第一军区司令Chainarong的职务。1992年9月13日，泰国再次举行大选，民主党在选举中获胜，组成了新的联合政府。民主党领袖川·立派出任总理。

## 宪法起草大会
1996年，阿南当选为宪法起草大会的成员和被任命为起草委员会主席。他负责起草所谓的1997年“人民宪法”。宪法在2006年军事政变后在阿南德支持下废除。

## 全国和解委员会
从2005年3月起，阿南担任全国和解委员会（NRC）主席，负责监管动荡的南部地区的和平进程。他经常批评他信政府处理南部动荡的政策，尤其是紧急状态法令。他说：“政府工作效率低下。他们已经逮捕了无辜的人，却不是真正的罪魁祸首，导致当地人的不信任。所以给他们更广泛的权力可能会导致更多的暴力，最终成为一个真正的危机。”不幸的是，情况在2005年到2006年持续恶化，暴力升级，尤其是教师和平民被杀。尽管他多次批评他信政府的政策，阿南却拒绝提交NRC的最终报告，而选择等待2006立法选举结果。
阿南最后于2006年6月5日提交NRC的建议。其中包括：
- 引入伊斯兰法律
- 将北大年馬來语（Yawi）作为区域官方语言
- 建立一个无武装的维和部队
- 在南部边境省份建立一个和平战略管理中心

这些建议被枢密院主席炳·廷素拉暖拒绝了，他说“作为泰国人我们不能接受（提议）。这个国家是泰族人的国家，语言是泰语……我们应该为身为泰国人感到自豪，泰语是唯一的国家语言。”（"We cannot accept that [proposal] as we are Thai. The country is Thai and the language is Thai... We have to be proud to be Thai and have the Thai language as the sole national language"）。

## 其他职务
阿南是美国国际集团（AIG）三边委员会和国际顾问委员会的成员，以及凯雷集团（Carlyle Group）亚太区顾问委员会成员。
马德里俱乐部成员 （页面存档备份，存于）.，其成员是来自51个国家的72个现任或前任国家和政府元首。致力于促进领导建立社会凝聚力，建立共享社会和一个差异安全的世界。
自1996年以来，阿南还担任泰国的联合国儿童基金会大使（UNICEF Ambassador）。他创建凯南亚洲研究所（Kenan Institute Asia），为大湄公河次区域开发提供社会和经济发展非盈利服务，研究所重点放在促进发展泰国和美国组织的伙伴关系。在他的领导下一些项目包括回收钢渣、实现低成本艾滋病（HIV）诊断测试，构建一个废水处理工厂，发展可持续能源的垃圾填埋气体发电，和发展建设能力。

## 支持2006年的军事政变
阿南支持2006年的军事政变，政变废除了人民宪法，推翻了他信政府。政变之前阿南是他信政府的资深批评家，他还表示担心，军政府将会失败，他信会卷土重来。阿南声称政变得到了人民的接受，军政府禁止反对派或政治活动不会持续很长时间。他还表示对国际社会的谴责感到惊讶。

## 批评王储哇集拉隆功
2010年，在一次私人会见美国驻泰大使拉尔夫·博伊斯后，其会后报告被维基解密泄露出来。报告说阿南批评王储玛哈·哇集拉隆功，声称尽管根据法律王储将接替他的父亲，如果可能有其他安排，这个王国会更好。阿南指出普密蓬国王不可能改变继承。阿南还说，王子的继任将面临“复杂的因素”。对此阿南既不证实也不否认。维基解密泄露出来的报告里还有其他枢密院大臣，其中包括泰国枢密院主席炳·廷素拉暖（Prem Tinsulanonda）和空军元帅西提·萨维斯拉（Marshal Siddhi Savetsila），他们都质疑哇集拉隆功是否有能力管理这个国家。在泰国批评王室是违法的。

## 荣誉

### 泰国勋章奖章
阿南所受发的泰国的荣誉勋章:
- 1967 -  拉玛九世 Royal Cypher Medal （三级）
- 1968 -  朱拉隆功勋章最杰出骑士指挥官勋位（二级、低品位）
- 1977 -  白象勋章最尊贵骑士大十字勋位（一级）
- 1988 -  泰王冠勋章最高尚骑士大镇守勋位（特级）
- 1991 -  朱拉隆功勋章最杰出骑士大指挥官勋位（二级、高品位）
- 1991 -  白象勋章最尊贵骑士大大镇守勋位（特级）
- 2003 -  德雷古纳蓬勋章最钦佩骑士大十字勋位（一级）

### 外国勋章奖章
- 1961 -  共和国荣誉勋章司令官勋位 （三级）, 意大利
- 1970 -  外交服务荣誉勋章光化大章（Grand Gwanghwa Medal） （一级）, 韩国
- 1971 - 服务奖章（Ringtang Jasa） （一级）, 印尼
- 1990 -  比利时皇冠勋章大官员勋位 （二级）, 比利时
- 1991 -  旭日章大镇守勋位, 日本
- 1996 -  大英帝國勳章最优秀民事部门荣誉骑士司令勋章 （KBE）, 英国
- 2007 -  北极星勋章皇家司令官大十字勋章 瑞典[33]